# Binnenwijzend
Binnenwijzend is een buurtschap in de gemeente Drechterland, in de Nederlandse provincie Noord-Holland. Het telt 270 inwoners (2007).
Binnenwijzend viel na de oprichting van de 'Stede Westwoud' in 1414, onder het nabijgelegen dorp Westwoud maar werd in 1493 (weer) een eigen dorp, met een eigen dorpsbestuur en grondgebied (banne). Na 1812 viel Binnenwijzend, tezamen met Westwoud, onder de gemeente Hoogkarspel, maar in 1817 splitsten beide weer af tot een gemeente Westwoud. In 1979 kwam Binnenwijzend te vallen onder een nieuwe fusiegemeente Bangert, die in 1980 werd omgedoopt tot de gemeente Drechterland.
De middeleeuwse kerk van Binnenwijzend ging na de Reformatie over naar een gereformeerde gemeente die samenwerkte met die van Westwoud, met een gedeelde predikant. De katholieken uit Binnenwijzend hadden een eigen schuilkerk. De grote hervormde kerk ging in 1911 in rook op bij een grote dorpsbrand. Naast de kerk werden ook negen boerderijen in de as gelegd nadat een door de wind wapperend gordijn vlam vatte door een kaarslicht die in het open raam stond. De kerk kon na de brand grotendeels met dezelfde stenen herbouwd worden.
De naam Binnenwijzend verwijst naar het feit dat het water de Wijzend aan de binnenkant van de dijk tegenover hetzelfde water aan de andere kant van de dijk lag. Overigens was deze benaming ook gebruikelijk te zeggen als men aan de andere kant was of woonde. De benaming komt in 1470 voor als Binnende Wijzen, latere spellingen zijn Binnewysen en Binne Wysent.
De huidige bewoning bestaat in het westen, bij de spoorwegovergang, uit huizen en een aantal boerderijen. Binnenwijzend houdt op waar de splitsing ligt met Oosterblokker en Zittend. In dit gedeelte vindt men ook de golfbaan van Westwoud, die aan het Zittend is gelegen. In het oosten loopt het aantal huizen terug tegenover de boerderijen en landbouw. Uiteindelijk loopt het aan deze kant over in de buurtschap Westerwijzend.

## Geboren
- Jannetje Visser-Roosendaal (1899-1990), schrijfster van streekromans

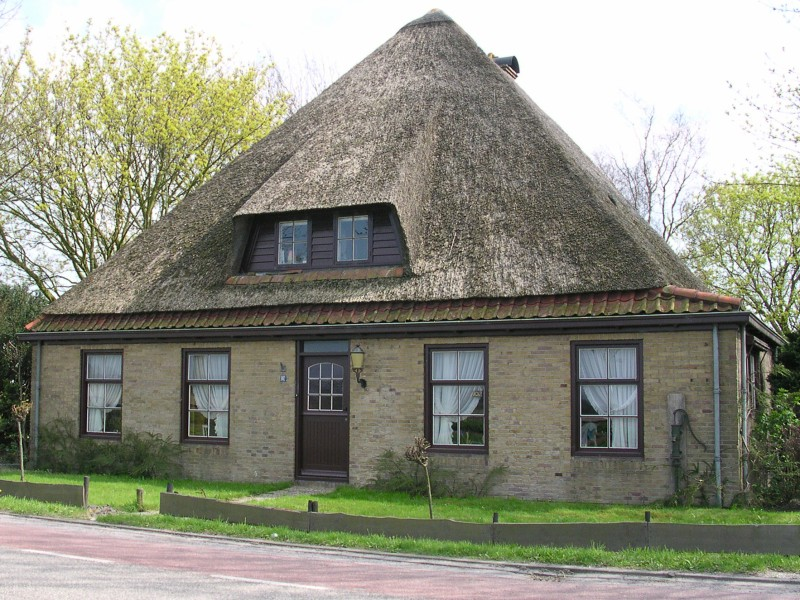
Stolpboerderij met waterpomp
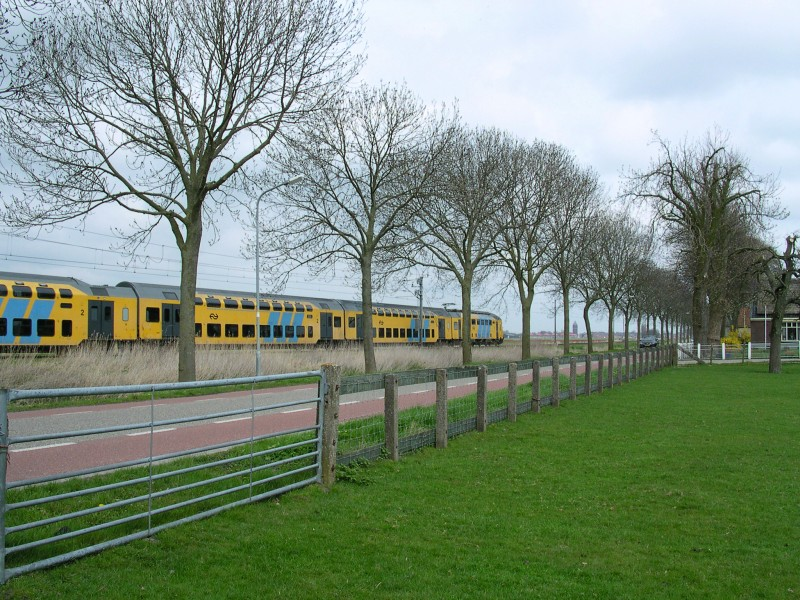
De trein die langs Binnenwijzend gaat

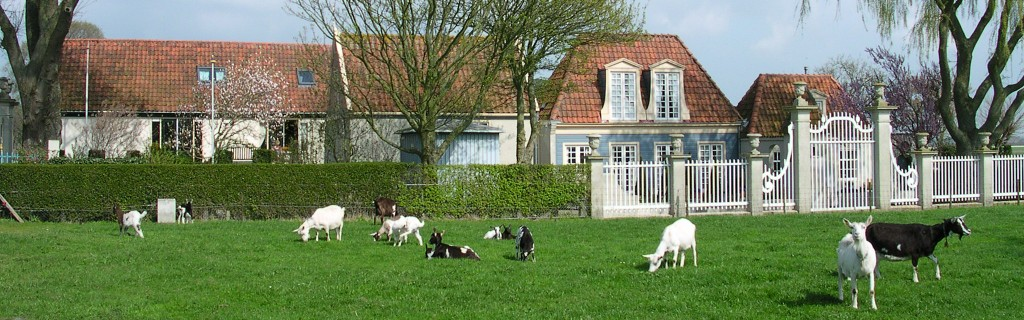
Follies en geiten in Binnenwijzend

Dorpen: Hem · Hoogkarspel · Oosterblokker · Oosterleek · Schellinkhout · Venhuizen · Westwoud · Wijdenes

Buurtschappen: Binnenwijzend · Blokdijk · De Bangert (deels) · De Buurt · De Hout · De Weed · Kraaienburg · Leekerweg · Munnickaij (deels) · Oostergouw · Oosterwijzend · Oudijk · Tersluis · Westerbuurt · Westerwijzend · Wijmers · Zittend
Noord-Holland: Steden en dorpen      Nederland: Provincies · Gemeenten